# Elkalyce seitzi
Elkalyce seitzi är en fjärilsart som beskrevs av Wnukowsky 1928. Elkalyce seitzi ingår i släktet Elkalyce och familjen juvelvingar. Inga underarter finns listade i Catalogue of Life.